# Перцовка (Татарстан)
Перцовка — деревня в Заинском районе Татарстана. Входит в состав Аксаринского сельского поселения.

## География
Находится в восточной части Татарстана на расстоянии приблизительно 4 км на запад по прямой от железнодорожной станции города Заинск у речки Бугульда.

## История
Основана в 1922 году.

## Население
Постоянных жителей было: в 1926 — 55, в 1938 — 87, в 1949 — 87, в 1958 — 96, в 1970 — 44, в 1979 — 43, в 1989 — 13, в 2002 — 69 (татары 48 %, русские 48 %), 225 в 2010.